# Françoise Champion
 (août 2024).
Françoise Champion, née le 5 février 1947 est une sociologue française, chargée de recherches au CNRS, Groupe de sociologie des religions et de la laïcité (GSRL), qui a conduit des recherches en sociologie des religions et en histoire et sociologie des laïcités et a écrit plusieurs ouvrages qui ont contribué au débat sur la question des sectes. Elle a été présidente de l'Association française de sciences sociales des religions (AFSR),.

### Direction d’ouvrages collectifs et de revues scientifiques
- 2008, Champion F. (dir.), Psychothérapie et société, Paris, Armand Colin, 335 p. (Sociétales).
- 2007, Champion F. , Nizard S., Zawadzki P. (dir.), Le sacré hors religion, Paris, L’Harmattan, 282 p. (Religions en questions).
- 2011, Bastian J.-P., Champion F., et Rousselet K. (dir.), La Globalisation du religieux, Paris, L’Harmattan, p. (Religions & Sciences humaines), 282 p.
- 2000, Champion F. (dir.), Les Nouveaux mouvements religieux, numéro thématique de Ethnologie Française, XXX/4, 533 p.
- 1999, Champion F., Cohen M. (dir.), Sectes et démocratie"", Paris, Seuil, 396 p.
- 1990, Champion F. et Hervieu-Léger D. (dir.), De l’émotion en religion. Renouveaux et traditions, Paris, Le Centurion, 1990, 254 p.

### Contributions à ouvrages collectifs
- Champion F. (2008), "Introduction ; Pourquoi tant de déchirements ?", in : Champion F. (dir.)Psychothérapie et société, Paris, Armand Colin, p. 9-34. (Sociétales)
- Champion F. (2008), "Ni psychothérapeutes ni psychiatres - ni psychologues - ni psychanalystes, analyseurs des mutations du champ psychothérapeutique", in : Champion F. (dir.) Psychothérapie et société, Paris, Armand Colin, p. 76-97. (Sociétales)
- Briffault X., Champion F. (2008), "L’expérience sociale de la psychothérapie", in : Champion F. (dir.) Psychothérapie et société, Paris, Armand Colin, p. 122-139. (Sociétales)
- Champion F. (2007). "Figures du glissement du psy au spirituel", in Champion F. , Nizard S., Zawadzki P. (Dirs.). Le sacré hors religion, Paris, L’Harmattan, , (Religions en questions), p. 189-208.
- Champion F., Nizard S. et Zawadzki P. (2007). Reformuler la question du sacré en modernité, in Champion F. , Nizard S., Zawadzli P. (Dirs.). Le sacré hors religion, Paris, L’Harmattan, (Religions en questions), p.
- Champion F. (2007). Sociologie des rapports Église-État en Europe, In Chareire I. et Moulinet D. (Eds) Théologie et politique. Cent ans après la loi de 1907, Lyon, Profac, p. 209-224.
- Champion F. (2004). De la désagrégation des rites dans les sociétés modernes, In E. Dianteil, D. Hervieu-Léger & I. Saint-Martin (Eds.), Rites religieux et politiques des sociétés modernes. Paris : L’Harmattan, p.137-145.
- Champion F.(2004). La laïcité face aux affirmations identitaires, In Halpern, J.-C. R.-B. C.(Eds.),Identités. L’individu, le groupe, la société, Auxerre : Sciences Humaines éditions (réactualisation d’un article paru dans Sciences Humaines Hors-Série "La France en débats", janv-fev. 2003).
- Champion F. (2003). Interférences de la laïcité et de la démocratie. Fragments d’histoire européenne In Randhaxe F. & Zuber V.(Eds.), Laïcités-démocraties : des relations ambiguës, Turnhout (Belg.), Brépols.
- Bastian J.-P., Champion F., et Rousselet K. (Dirs.) (2001). La Globalisation du religieux : diversité des questionnements et des enjeux, in La Globalisation du religieux, Paris, L’Harmattan, (Religions & Sciences humaines), p. 9-20.
- Champion F. (2000). Le sens de la laïcité, in Y. Michaud (Dir.) Qu’est-ce que la société ?, Paris, Odile Jacob, p. (Université de tous les savoirs : 3)
- Champion F. Cohen M. (1999). Un problème social passionnel et complexe [Introduction] In Champion, F. Cohen, M. (Eds.) Sectes et démocratie, Paris, Seuil, p. 7-55.
- Champion F. Cohen M. (1999). Poursuivre le débat [Conclusion] in Champion, F. Cohen, M. (Eds.)Sectes et démocratie, Paris, Seuil, p. 373-380.
- Champion F., Hourmant L. (1999) "Nouveaux mouvements et sectes" in Champion, F. Cohen, M. (Eds.) (1999). Sectes et démocratie, Paris, Seuil, p. 59-85.
- Champion F. (1999). Das Verhältnis von Kirche und Staat in europäischen Vergleich, in Brigitte Sauzay et Rudolf von Thadden (Eds), Eine Welt ohne Gott Religion und Ethik in Staat, Schule und Gesellschaft. Göttingen, Wallstein, 231 p., p. 120-131.
- Champion F. (1999). Le soin des âmes et des corps en débat public : l’analyseur psycho-mystique-ésotérique, In : Bréchon P, Duriez B, Ion J (eds), en collaboration avec V. Rocchi Religion et action dans l’espace public, Paris, L’Harmattan.
- Champion F. (1998). Hier et aujourd’hui : les mutations des années 1965-1985, in Alain Dierkens (Ed.), L’intelligentsia européenne en mutation (1850-1875). Darwin, Le Syllabus et leurs conséquences, Bruxelles, Editions de l’U.L.B., 235 p. (Problèmes d’Histoire des religions), p. 221-228.
- Champion F. (1997). Emancipation des sociétés européennes à l’égard de la religion et décomposition du religieux, in Yves Lambert, Guy Michelat, Albert Piette (Eds.) Le Religieux des sociologues, Paris, L’Harmattan, p. 45-54.
- Champion F. (1994). La "nébuleuse mystique-ésotérique" : une décomposition du religieux entre humanisme revisité, magique, psychologique, in Jean-Baptiste Martin, François Laplantine (Eds),Le Défi magique. Esotérisme, occultisme, spiritisme, Lyon, P.U.L., p. 315-326.
- Champion F. (1993). Le cabaret mystique, in Françoise Lautman, Nicole Belmont (Eds.),Ethnologie des faits religieux. Paris, Comité des travaux historiques et scientifiques, p. 479-489.
- Champion F. et al. (1992). À propos des nouveaux courants mystiques et ésotériques, in Champion, F. et al (1992). Sortie des religions / retour du religieux, Lille, l’Astragale, p. 149-169.
- Champion F. (1992). Les "12-15 ans" et la religion, (avec Yves Lambert) in Yves Lambert,Guy Michelat (Eds) Jeunes et religions en France, Paris, L’Harmattan, p. 65-92.
- Champion F. (1992). Mouvement Eucharistique des Jeunes et individualisme contemporain, in Yves Lambert,Guy Michelat (Eds) Jeunes et religions en France, Paris, L’Harmattan, p. 207-218.
- Champion F. (1991). De l’hétérodoxie des nouveaux courants mystiques et ésotériques, In Baubérot J. (éd.), Pluralisme et minorités religieuses, Louvain ; Paris, Peeters, p. 101-108
- Champion F. (1991). Recompositions du religieux, in Jean-Pierre Durand, François-Xavier Merrien (Eds), Sortie de siècle. La France en mutation. Paris, Vigot, p. 167-191.
- Champion F (1990) Introduction, in Champion, F et Hervieu-Léger, D. (Ed.) (1990). De l’émotion en religion. Renouveaux et traditions, Paris, Le Centurion, 1990, p. 5-15.
- Champion F (1990) La nébuleuse mystique-ésotérique. Orientations psycho-religieuses des courants mystiques et ésotériques contemporains, pp. 17-70 in Champion, F et Hervieu-Léger, D. (Eds.) (1990). De l’émotion en religion. Renouveaux et traditions. Paris, Le Centurion, 1990, 254 p.
- Champion F. (1987). La tradition scientiste, in L’état des religions dans le monde, Paris, La Découverte /Le Cerf, p. 474-77.

### Articles dans des revues à comité de lecture
- 2012, Van Effanterre A., Azoulay M., Briffault X., Champion F., Psychiatres. . . et psychothérapeutes ? Conceptions et pratiques des internes en psychiatrie, L’Information psychiatrique, 88 (4) : 305-313.doi:10.1684/ipe.2012.0920
- 2012, Pilgrim D., Champion F., Hutschemaekers G., Garnoussi N., van Dijk F., Variations in the development of psychological therapy in three European Union countries, International Journal of Sociology and Social Policy, 32 (1/2) : 70-81. doi : 10.1108/01443331211201770
- Champion F. (2007). Au-delà de la séparation des Églises et de l’État, la connivence religieuse européenne, Esprit, mars-avril, p. 112-122.
- Champion F. (2006). Les psychothérapeutes illégitimes en recherche de reconnaissance professionnelle, Médecine/sciences, décembre, n° 23, p.
- Briffault X., & Champion F. (2005). Le coaching, "bâtard" du potentiel humain pour l’individu transformable d’aujourd’hui, Communication & Organisation, décembre (28).
- Champion F. 2005. Slittamento dallo psi allo spirituale, Rivista di psicoanalisi I-4-Ottobre-Dicembre.
- Champion F. (2004). L’exception anglaise : l’existence d’une religion civile, Kultura i Spoleczenstwo [Culture et société], Varsovie, 1, p. 36-47.
- Champion F. (2004). Logique des bricolages. Retours sur la nébuleuse mystique-ésotérique et au-delà, Recherches sociologiques, XXXV(1), p. 59-77.
- Champion F. (2003). La religion n’est plus ce qu’elle était, Revue du Mauss, 22(2e semestre), p. 171-180.
- Champion F. (2002). La laïcité face aux affirmations identitaires ? Sciences Humaines Hors-Série, “La France en débats”, p 12-15.
- Champion F.- (2002). Constituição e transformação da aliança ciência e religião na nebulosa mistico-esoterica, Rio de Janeiro, Religião e Sociedade, vol 21, n°2, p. 25-45.
- Champion F. (2001). Regards croisés sur le bricolage et le syncrétisme (en collab. Avec C. Bernand, S. Capone, F. Lenoir), Structure et sens ; ailleurs et ici, Archives de Sciences Sociales des religions, n° 114 (avril-juin), p. 39-59.
- Champion F. (2001). Univers mystique-ésotérique et croyances parallèles, Futuribles, janv., n° 260, p.49-59.
- Champion F. (2001). New Religious movements as Indicators of the Destructuring of Religion and of Mutations ofthe Symbolic Field, Sociologia Internationalis, Heft 1.
- Champion F. (2001). La laïcité n’est plus ce qu’elle était, Archives de Sciences Sociales des religions, n°116 (oct-déc), p. 41-52.
- Champion F. (2000). La religion à l’épreuve des Nouveaux mouvements religieux, Ethnologie Française “Les Nouveaux mouvements religieux”, XXX/4, p.525-533.
- Champion F. (2000). Thérapies et nouvelles spiritualités, Sciences Humaines, Dossier “Les sagesses actuelles”, n°106, juin, p. 32-35.
- Champion F. (1999). The diversity of religious pluralism, IJMS : International journal on Multicultural Societies, vol. 1, n°2, pp 43-61 [En ligne] www.unesco.org/shs/ijms/vol1/issue2/art1(ref.13/04/07).
- Champion F. (1999). Il New Age, una religione indefinita per le incertezze dell’individuo del nostro tempo, Quaderni di sociologia, vol XLIII, 19, p. 23-35.
- Champion F. (1998). Nouvelles religiosités et croyances parallèles, Sciences Humaines Hors série “La Vie des idées”, n° 21 (juin-juillet). p. 58-61.
- Champion F. (1998). Les anges de la discorde. En réponse à Charles Mopsick, Archives de Sciences Sociales des Religions, n° 101 (janvier-février), pp. 35-38.
- Champion F. et Cohen M. (1996). Les sociologues et le problème des dites-sectes, Archives de Sciences Sociales des Religions, n° 96 (oct-déc), p. 5-15.
- Champion F. (1996). Approches sociologiques des nouvelles spiritualités mystiques-ésotériques,Variations herméneutiques, I.R.H.S., n° 5 (sept.), p. 19-25.
- Champion F. (1995). Religion et modernité : Nouveaux mouvements religieux et nouvelles religiosités mystiques-ésotériques, Cahiers français “Religions et Société”, n° 273 (octobre-décembre), p. 13-18.
- Champion F. (1995). Religions, approches de la Nature et écologies, Archives de Sciences sociales des Religions, n° 90 (avril-juin), p. 39-56.
- Champion F. (1995). L’apocalittica morbida della nebulosa mistico-esoterica, La Critica Sociologica, n°113, p.1-10.
- Champion F. (1995). La nébuleuse New Age, Études, février, p. 233-242.
- Champion F. (1993). Les rapports Église-État dans les pays européens de tradition protestante et de tradition catholique : essai d’analyse, Social Compass, n° 40/4, p. 589-609.
- Champion F. (1993). Entre laïcisation et sécularisation. Des rapports Église-État dans l’Europe communautaire, Le Débat, n° 77 (nov.-décembre), p. 46-72.
- Champion F. (1993). Du croire dans les nouveaux courants mystiques et ésotériques, Connexions, 1, p. 43-53.
- Champion F. (1993). La croyance en l’alliance de la science et de la religion dans les nouveaux courants mystiques et ésotériques, Archives de Sciences Sociales des Religions, n° 81, p. 205-222
- Champion F. et Cohen M. (1993). Recompositions, décompositions. Le Renouveau charismatique et la nébuleuse mystique-ésotérique depuis les années soixante-dix, Le Débat, 1993, n° 75, p. 81-89.
- Champion F. (1991). Individualisme, protestation holiste et hétéronomie dans les mouvances mystiques et ésotériques contemporaines, Social Compass, n° 38/1, p. 33-41.
- Champion F.(1991). De la religiosité parallèle en France. Revue suisse de sociologie, n° 17/3, p. 651-658.
- Champion F. (1989). Les sociologues de la post-modernité religieuse et la nébuleuse mystique-ésotérique, Archives de Sciences Sociales des Religions, n° 67/1, p. 155-169.
- Champion F. (1989). D’une alliance entre religion et utopie post-68. Le rapport au monde du groupe "Éveil à la conscience planétaire", Social Compass, n° 36/1, p. 51-69.
- Champion F. (1988). Nouveaux mouvements religieux et conflits de société (1965-1987),Vingtième siècle : revue d’histoire contemporaine “Religion et politique aux États-Unis”, n° 19, p. 43-53.
- Champion F. (1986). Du mal nommé "retour du religieux", Projet, (juillet-août), n° 200, p. 91-105.
- Champion F. (1984). La Fable mystique et la modernité, Archives de Sciences Sociales des Religions, n° 58/2, p. 195-202.